# Boccaccio Boccaccino

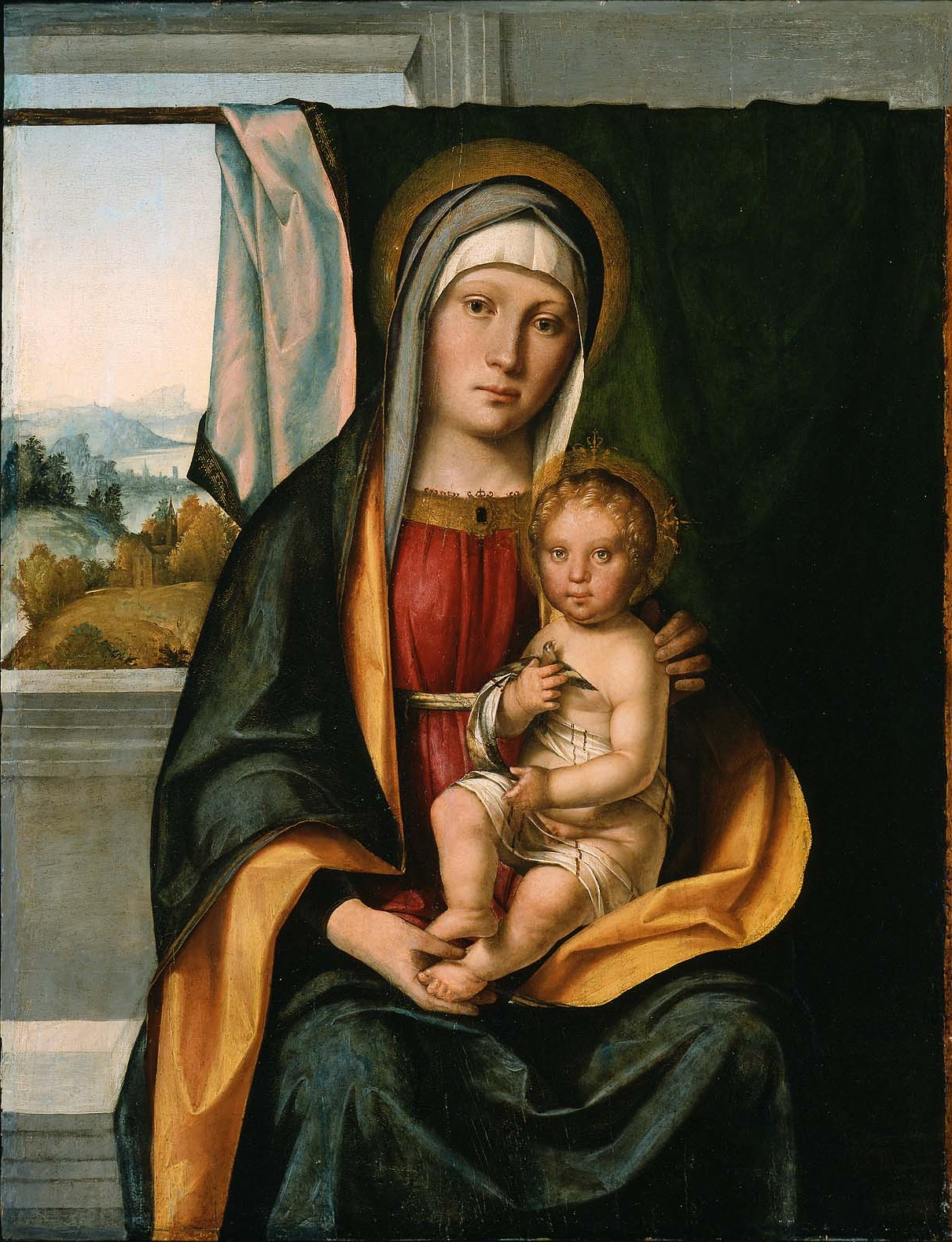
Boccaccio Boccaccino, Madonna (Boston, Museum of Fine Arts)

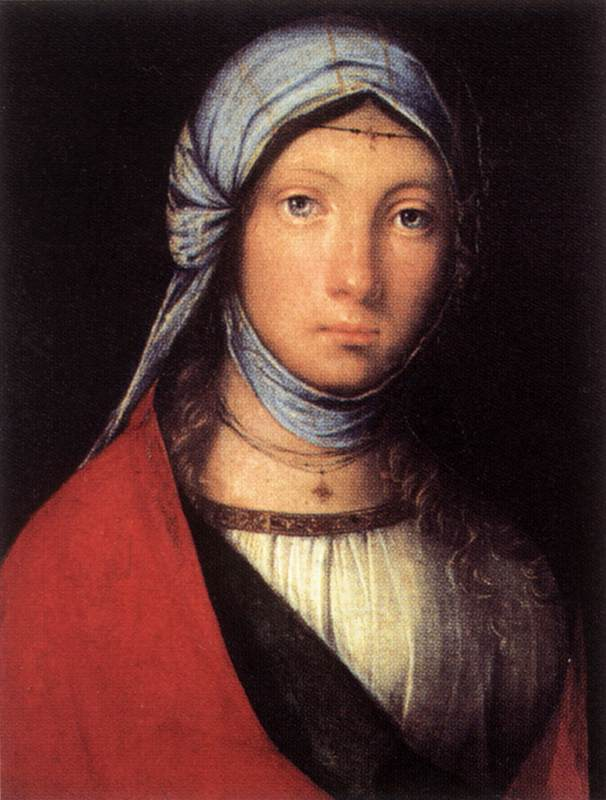
Zingarella (Firenze, Galleria degli Uffizi)

Boccaccio Boccaccino (Ferrara, ante 22 agosto 1466 – Cremona, 1525) è stato un pittore italiano.

## Biografia
Figlio del noto ricamatore Antonio de Bochacis al servizio degli Estensi, i primi testi di arte studiati furono quelli della scuola ferrarese e soprattutto di Ercole de' Roberti, come testimoniano le opere realizzate negli ultimi quindici anni del XV secolo, una serie di Madonne col Bambino e Santi e la famosa Andata al Calvario conservata alla National Gallery londinese oltre alla pala per gli agostiniani di Genova del 1493 andata perduta.

In queste prime opere, il pittore manifestò una certa predilezione per tinte calde e intense, oltre alla ricerca di luminosità e volumetria di derivazione belliniana. Inoltre non mancarono spunti di scuola umbra, per il formalismo ed il ritmo, imparati studiando il polittico del Perugino a Cremona, dove Boccaccino era impegnato per raffigurazioni di santi, che costituirono il primo vero e proprio caposaldo della sua carriera, con gli affreschi di Sant'Agostino a Cremona, 1497 e del Duomo di Ferrara, 1503, una parte perduti e un'altra conservati in frammenti, per cui pur non essendo completamente chiaro il suo percorso formativo, gli storici dell'arte sono certi che sia avvenuto nell'ambito del classicismo delle corti padane dell'inizio del XVI secolo (Francesco Francia e Lorenzo Costa il Vecchio).

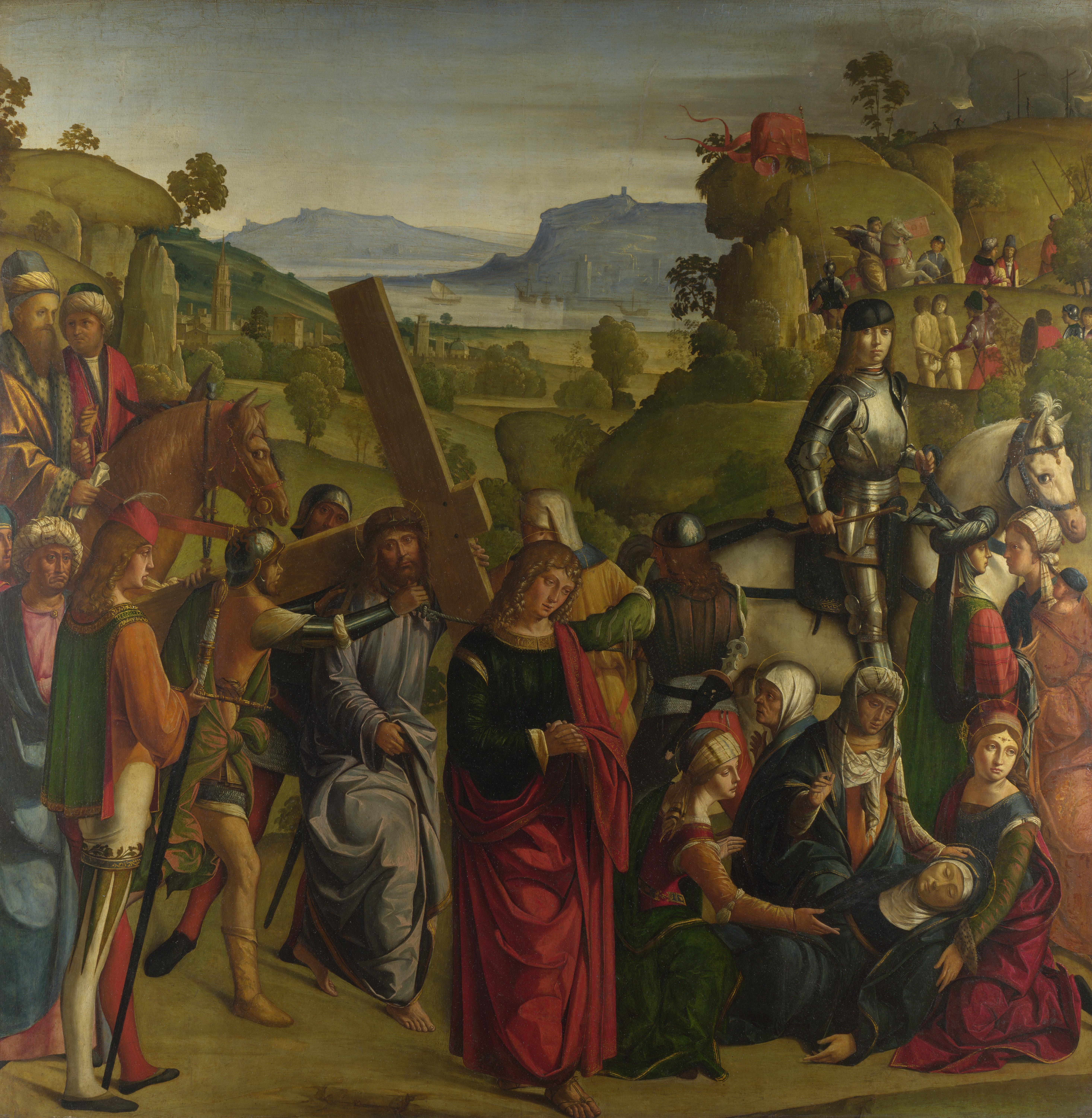
Andata al Calvario

Nei primi anni del secolo l'artista dovette soggiornare a Venezia (dove è documentato nel 1506) e conoscere la pittura di Giorgione; agli anni immediatamente successivi risalgono i primi lavori per la decorazione a fresco del Duomo di Cremona (Cristo in gloria nell'abside e Annunciazione sull'arco trionfale, 1506-1507), nei quali rafforzò ancora di più la tendenza a un ordine classicheggiante con colori accesi.

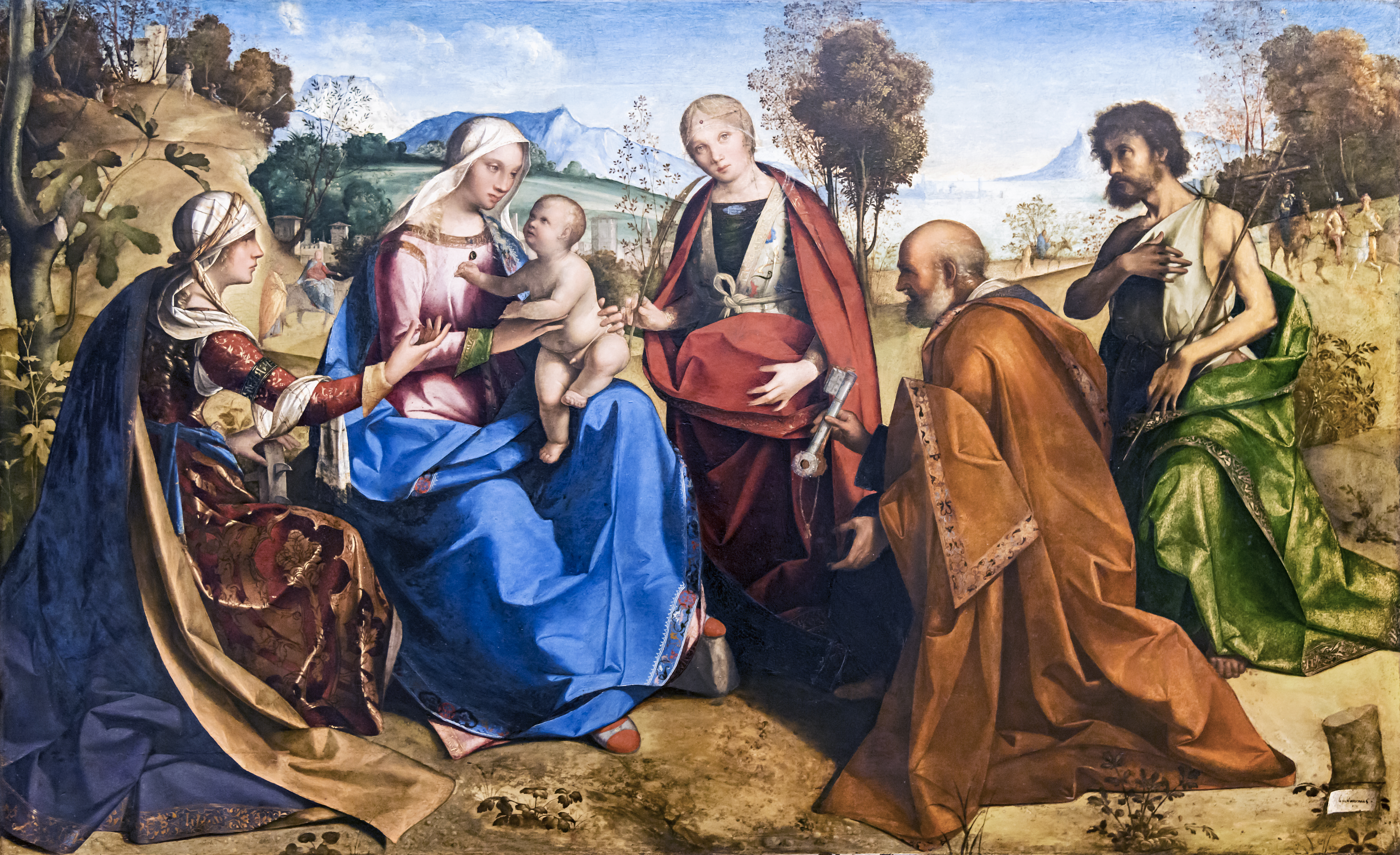
Sposalizio di Santa Caterina con i Santi Rosa, Pietro e Giovanni Battista (Venezia, Galleria dell'Accademia)

Negli anni successivi Boccaccino dovette soggiornare a Roma intorno al 1513 assieme a Gianfrancesco Bembo (le fonti ricordano una sua pala a Santa Maria in Traspontina distrutta nel tempo), mentre tra il 1523 e il 1524 riprese la sua attività cremonese affrescando la navata del Duomo con otto Scene della vita della Vergine e la Disputa di Gesù nel tempio, unanimemente considerate tra i suoi capolavori e ispirati anche dalle bellezze artistiche osservate nella capitale, quali le stampe mariane del Dürer.
Boccaccio Boccaccino fu padre di Camillo Boccaccino, anch'egli pittore.

## Opere (parziale)
- Adorazione dei pastori, 1499-1500 circa, Napoli, Museo nazionale di Capodimonte
- Andata al Calvario, 1501 circa, Londra, National Gallery
- Madonna col Bambino e uccellino, 1508-1510, Milano, Pinacoteca di Brera